# أوقستي دريفوس
أوقستي دريفوس (بالفرنسية: Auguste Dreyfus)‏ هو مصرفي فرنسي، ولد في 28 يونيو 1827 في ويسيمبورغ في فرنسا، وتوفي في 25 مايو 1897 في باريس في فرنسا.